# Reinhold Lochmann
Reinhold Lochmann (* 5. Februar 1914 in Dresden; † 26. Juli 2008 in Berlin) war ein deutscher Elektriker, Widerstandskämpfer gegen den Nationalsozialismus, Häftling im KZ Buchenwald und Oberst der Deutschen Volkspolizei.

## Leben
Lochmann, Sohn des Töpfers und Kommunisten Bruno Lochmann, kam nach der Verhaftung seines Vaters von Januar bis April 1924 als Pflegesohn eines kommunistischen Tischlers nach Binningen im schweizerischen Landkreis Basel. Wieder zurück in Dresden wurde er Roter Jungpionier bzw. ab Oktober 1924 Mitglied des Jungspartakusbundes. Er erlernte den Beruf des Fahrradmechanikers und war Mitglied im Arbeiter-Radio-Bund Deutschlands. Im Jahr 1928 trat er dem Kommunistischen Jugendverband Deutschlands (KJVD) bei, wurde Pol.-Leiter in der Dresdner Neustadt und später in der Altstadt. Er wurde in die Bezirksleitung des KJVD Sachsen gewählt und engagierte sich gegen den aufkommenden Nationalsozialismus.
Nach der Machtübertragung an die NSDAP wurde er am 27. April 1933 verhaftet, zwei Wochen in einer SA-Kaserne, zwei weitere Wochen im Dresdner Polizeigefängnis festgehalten und anschließend in das frühe KZ Hohnstein eingeliefert. Nach seiner Entlassung im Dezember 1933 setzte er seine illegale Widerstandsarbeit fort. Er arbeitete damals mit Horst Sindermann, Erich Bär und Erich Stephan zusammen. Er wurde am 13. Februar 1935 erneut inhaftiert und am 30. November 1935 vom Oberlandesgericht Dresden zu drei Jahren und vier Monaten Zuchthaus verurteilt. Im Zuchthaus Zwickau teilte er ein Jahr lang die Zelle mit Erich Bauer und wurde mit ihm im Juni 1937 ins Moor nach Aschendorf gebracht. Am 30. Juni 1938 wurde er entlassen und ins Amtsgericht Papenburg überführt. Am 28. Juli 1938 erfolgte seine Überstellung ins KZ Buchenwald. Er wurde als Rückfälliger eingruppiert (roter Winkel mit Balken) und erhielt die Häftlingsnummer 2455. Nach einem Jahr im Elektrikerkommando erreichten es Karl Barthel und Walter Jurich, dass er in der Radiowerkstatt arbeiten konnte. Er wurde Mitglied der Internationalen Militär-Organisation (IMO). Ende des Jahres 1942 baute er in der DAW-Elektrikerwerkstatt eine Audiobrücke zum Abhören der Auslandssender BBC London und Radio Moskau auf.
Als die NS-Herrschaft beseitigt war, begab er sich im Mai 1945 zu seiner Schwester nach Waldheim, baute dort die Ortsorganisation der Kommunistischen Partei Deutschlands (KPD) mit auf und wurde stellvertretender Bürgermeister von Waldheim. Zum Jahresende 1946 wurde er von Johannes Vogelsang, einem Kampfgefährten seines Vaters in der Weimarer Zeit, mit dem Aufbau der Kreisparteischule in Kriebethal beauftragt. Bis Ende 1948 arbeitete er dort als Lehrer für Marxismus-Leninismus und Parteigeschichte. Im Januar 1949 holte ihn der Chef der Volkspolizei Thüringen Leander Kröber zur Landespolizeibehörde (LPB) nach Weimar. Er wurde Angehöriger der Deutschen Volkspolizei mit dem Dienstgrad VP-Kommandeur und der Dienststellung Leiter der Abteilung Personal der LPB. Mit der Bildung der Bezirke in der DDR 1952 wurde er Polit-Stellvertreter des Chefs der Bezirksbehörde der Deutschen Volkspolizei (BDVP) Gera. Er wurde zum Oberst der VP befördert und kam 1960 in das Ministerium des Innern der DDR. Hier wurde er in die Ausarbeitung der Geschichte der Deutschen Volkspolizei einbezogen. Lochmann wurde 1974 in den Ruhestand versetzt und lebte als Oberst der VP a. D. in Ost-Berlin. Er wirkte zuletzt als Mitglied der Zentralleitung des Komitees der Antifaschistischen Widerstandskämpfer der DDR und der Lagerarbeitsgemeinschaft Buchenwald-Dora und Kommandos.
2008 starb Lochmann im Alter von 94 Jahren. Seine Urne wurde am 22. August 2008 auf dem Zentralfriedhof Berlin-Friedrichsfelde in der Gräberanlage für Opfer des Faschismus und Verfolgte des Naziregimes beigesetzt. Dort ist auch das Grab seiner Frau Liesbeth (1921–2013). 
In dem Buch „Licht in dunkler Nacht“ veröffentlichte die Journalistin Karlen Vesper ein Interview mit Lochmann.

## Auszeichnungen
- 1961 Vaterländischer Verdienstorden in Bronze, 1974 in Silber, 1979 in Gold und 1984 Ehrenspange zum Vaterländischen Verdienstorden in Gold